# 若者の黒魔法離れが深刻ですが、就職してみたら待遇いいし、社長も使い魔もかわいくて最高です!
『若者の黒魔法離れが深刻ですが、就職してみたら待遇いいし、社長も使い魔もかわいくて最高です！』（わかもののくろまほうばなれがしんこくですが、しゅうしょくしてみたらたいぐういいし、しゃちょうもつかいまもかわいくてさいこうです）は森田季節の日本のライトノベル。イラストは47AgDragon。「小説家になろう」で2016年11月から2019年11月にかけて連載。その後ダッシュエックス文庫（集英社）より書籍化刊行された。
メディアミックスとして、出水高軌の作画によるコミカライズが2017年10月30日から2022年6月27日までマンガUP!で連載。ガンガンONLINE、ニコニコ静画（ガンガンちゃんねる）でも遅れ連載された。元々原作において性的描写が多いという事情もあり、連載版では際どい描写については黒ベタ（通称「黒海苔」）で当該箇所を隠す処置がとられているが、単行本では「黒海苔」が全て外されている。

## あらすじ
就職活動で連敗続きの魔法学校生徒のフランツは、ダメ元で3K（キモイ・キタナイ・キケン）と酷評されている黒魔法業界の面接を受けに行く。しかし、訪れた職場は予想とは大違いのホワイト企業だったうえに、フランツはそれまで生活にいっさい無関係だった黒魔法との相性が非常に良かったことが判明し、そのまま内定を獲得する。内定が取れないことをバカにしていた同級生たちを見返しつつ、魔法学校を無事に卒業したフランツは使い魔のサキュバスと共に犬耳少女の社長のもとで、社会人として働き始めるのであった。

## 登場人物

### 主要人物
フランツ
王都国際魔法学校四年生（作品冒頭）、成績優秀で能力は有るがコミュ力皆無のため、就職活動では30連敗中だった。
リーザの紹介でネクログラント黒魔法社の面接を受けた際に、ベテランの黒魔法使いでもめったに成功しないとされるサキュバスの召喚に成功し黒魔法の才能を見出され内定を獲得。学校を卒業後、正式に黒魔法社に入社し、社員として、同社に持ち込まれる様々な問題の解決に取り組む。
セルリアの使い魔召喚に続き、最上級クラスの悪魔であるメアリの召喚や魔界から帰還した際の能力の大きな向上など黒魔法の素質が極めて高いが、本人は黒魔法とは無縁の生活をしていたためネクログラント黒魔法社の面接を受けるまで自身の才能に気付いていなかった。
真面目で心優しい性格の青年で、使い魔のセルリアやインプ達を大切にしている。複数の女性と性的な関係を持っているが、相手からの誘いであることと黒魔法使いの風習による影響であり、本人の性欲が強いわけではない。
新入社員の黒魔法使いに召喚されたと知られれば自分の威厳に傷がつくとして、メアリから「1000年前に国家滅亡を企てて処刑された伝説の黒魔法使いの末裔」という設定を追加されたが、実家に帰省した際、先祖にメアリの設定に近い黒魔法使いがいたことが判明した。
セルリア
フランツが最初に召喚したサキュバス。オルベイン家という名家の生まれでサキュバス内でもトップクラスのお嬢様。上級悪魔であり、黒魔法使いとしても高い腕を持つ。召喚後はフランツの使い魔として同居し、身の回りの世話を焼くほか性的な関係も持つ。
フランツのことをご主人様と呼び、一途に愛している。フランツが自分以外の異性と性的な関係を持つことには寛容で、むしろ嬉々として自分も一緒に参加することが多い。
サキュバスとしてのプライドが高く、特に肌の露出を控えることについては非常に否定的。風が強い・寒さが厳しい環境などでも服を着込むことを拒否し、そのせいで何度か凍え死にかけている。
ブラック企業に就職して心が病んでしまったクルーニャを助けようとしたフランツのために灰色魔法の存在を教える。フランツが灰色魔法を手に入れてからは正式に妻となり、プライベートの場においてはフランツのことを「あなた」と呼ぶようになった。ただし、最終的には「愛人ポジションの方が燃える」という理由により正妻の座をアリエノールに譲った。
ケルケル
フランツをスカウトしたネクログラント黒魔法社の社長。犬耳で幼く見えるが年齢は5世紀（約500年)であり、本来はケルベロスである。フランツとは黒魔法継承式の際に肉体関係を結び、彼に35種類の黒魔法を教えた。
人懐っこい性格で黒魔法のマイナスイメージを払拭するためにネクログラント黒魔法社を立ち上げた。社員の事を第一に考える経営者の鑑のような人物ゆえにブラック企業などの理不尽には容赦しない。

### ネクログラント黒魔法社の社員
ファーフィスターニャ
フランツの最初の仕事現場で出会った先輩社員。フランツと同じ王都国際魔法学校の卒業生。無表情で物静かな性格。
見た目は20代だが、バストサイズを生贄にしたアンチエイジングの黒魔法で現在の容姿になっており、ネクログラント黒魔法社に就職したのはフランツより57年前とのこと。小声でぼそぼそしゃべる内気な態度のせいで就職活動に50回失敗し、カフェでうなだれていたところケルケルと出会い、彼女の人柄に惹かれネクログラント黒魔法社に就職した。
一般的に「概念としては存在するが実用化は困難」と思われている「立体魔法陣」を使いこなし、着用すると疲労回復効果がある靴下などの黒魔法の術式が組み込まれた編み物を作ることができる。ただし、天才肌ゆえに人に物事を教えるのが致命的に下手なため、フランツもセルリアもその技術を習得できなかった。
トトト
フランツが初めて出張することになった際に同行した先輩社員の女性ダークエルフ。体育会系でさっぱりとした性格。ドラゴンスケルトンを使った運送業を担当しており、相棒の天翔号と共に物資を運搬している。
元は田舎の村で過ごしていたが、社会に馴染めずドラゴンスケルトンの走り屋として活動していた。しかしある日、事故で親友のエルフを亡くし走り屋を引退。
村での自分への冷ややかな目に耐え切れず、王都に来てしがない水商売の仕事をしていたころ彼女の身の上話を聞いてドラゴンスケルトンの運転技術に目を付けたケルケルが、ドラゴンスケルトン運輸部門の新設を確約すると共にネクログラント黒魔法社へ勧誘した。
メアリ
数百年誰も召喚できなかった「名状しがたき悪夢の祖」と呼ばれる強大な夢魔で「黒魔法使いの基礎知識　新社会人応援編」という本に載っていた召喚方法をフランツが興味本位でやった結果、召喚に成功してしまった。
見た目はベビードールを着た少女だがフランツの100倍以上は生きていて、その実力はセルリアやケルケルが怯えるほど。悪夢を作り出し他者へ振り撒く能力があるが、その悪夢は自分自身も経験するため不眠症になっている。
兄の「闇より黒き冥界の鳩」と呼ばれる悪魔に兄妹を超えた感情を抱いていたが、その想いを伝えたことで兄とは疎遠になり悪夢を見るようになってしまった。
兄と同じ匂いがする、一緒に寝ると悪夢が出ないことから徐々にフランツの事を気に入り、使い魔のミニデーモンを使って王都に存在するブラック企業の悪事を炙り出したあと、ケルケルの計らいで社員の一員となり、フランツ・セルリアと同居する。
サンソンスー
フランツの実家・ライトストーンの海で偶然出会った先輩社員。ワニ獣人のボクっ娘で海の管理が得意な青魔法の使い手である。
以前は青魔法使いとして働いていたが、独占状態ゆえに仕事を真面目にやらない前の企業に嫌気が差して退職したものの、嫌がらせで青魔法企業に就職できなくなっていたため、遠く離れた王都にやってきたところをケルケルに拾われた。
ちなみに黒魔法の才能はなかったため、ケルケルとの黒魔法継承式でどうにか習得している。
ゲルゲル
ケルケルの使い魔の犬。元王国チェス選手権チャンピオン（賞金は会社に没収されている）。
モートリ・オルクエンテ五世
ファーフィスターニャの使い魔のフクロウ。体長は人間の大人より大きく、スピードもオオワシより早い。頭の帽子にファーフィスターニャを乗せて飛ぶことが出来る。
ン・ンダーロ・ンルド
サンソンスーの使い魔の20人以上は甲羅に乗れる巨大な亀。礼儀正しい性格である。サンソンスーに名前を正確に読んでもらえたのをきっかけに使い魔になった。

### その他の登場人物
リーザ
魔法学園の寮母（食事担当）、フランツより少しだけ年上。就職活動がうまくいかないフランツのためにカフェ友達のケルケルを紹介する。
ドルク
フランツと同じクラスの生徒で田舎貴族の五男。コネで内定はすでに得ている。白魔法でホワイトゴーレムの召喚ができるため、クラス内では随一の実力者だった。
しかし、セルリアの使い魔召喚に成功したフランツのせいでナンバーワンの立場が揺らいだとして決闘を挑む。
セルリアの黒魔法でゴーレム共々返り討ちに遭い、フランツに男爵の座と所有していた土地を譲ることになった。
クルーニャ
フランツの最初の仕事現場の沼で自殺を図った少女。
交際していた男にお金を持ち逃げされ、自暴自棄になっていたがフランツの決死の説得により、自殺を取り止める。
フランツとケルケルの計らいにより、ネクログラント黒魔法社で住み込みのバイトをする。
天翔号
50年以上の付き合いがあるトトトの相棒のドラゴンスケルトン（骨になった状態で生きているドラゴン）。黒魔法を使えないと操縦は不可能。
走る速度は操縦士の黒魔法の才能に依存し、フランツが初めて操縦した時はトトトが操縦するときの倍以上のスピードを発揮した。
リディア
セルリアの姉。ノリの軽い性格で父親にかなり反抗的だったため、セルリアに比べ父親との仲は悪い。
「サキュバスやインキュバスと真実の恋愛をすることは不可能」という考え方に疑問を持つなど、サキュバス内ではかなりの異端児。
セルリアのことは大切に想っており、セルリアが愛しているフランツのことも認めている。
ホワホワ
ドルクから譲られた土地の村・ファントランドの沼でひっそりと暮らしていた先住民である沼トロールの少女。語尾に「がう」とつける癖がある。
現領主であるフランツに住処の沼を埋め立てないようお願いした。
アリエノール
黒魔法業界の合同新人研修でフランツが出会った黒魔法使い。フランツのことは一方的にライバル視していて、彼には偉そうな態度をとる。
両親の影響で黒魔法使いになることを志したが、両親が自営業の黒魔法使いだったため、使用する黒魔法は我流で腕前は高くない。
最終章ではフランツの子を妊娠したことにより、できちゃった結婚を挙げて彼の妻になった。
リムリク
アノリエールの使い魔の青いカラス。アリエノールからは「青鴉（せいあ）のリムリク」と呼ばれている。
会話はできるが、主人であるアノリエールをたまにバカ呼ばわりする。しかし、褒めることもあるので仲が悪いわけではない模様。
コルダ
フランツの父。ライトストーンで会計士として働いている。
フランツには堅物な父親だと思われていたが、それは学生時代からの演技であり実際はかなりの女好きであることが帰省した際に判明し、フランツを幻滅させている。
ミルキ
フランツの母。セルリアをフランツの嫁として認めており、孫の顔を見せてくれとフランツにせがんでいる。
フランツが社会人になって帰省してから、下心丸出しになったコルダには不快感を露わにしている。

## 用語
黒魔法
魔界からの召喚、生命力吸収、生物の洗脳、死者との対話などを司る魔法。
未熟な者がやると生贄が必要になったり、寿命が縮むとされているので一般的にはマイナスイメージが持たれている。
その影響で学ぶ人間が減っており、マイナスイメージを払拭するために一部の企業はNew3K（キレイ・カイテキ・カイホウテキ）を掲げて動いている。
使い魔
黒魔法の召喚方法の一種。術者の実力により召喚される魔物は変わり、基本的には術者に従順な態度をとる。ただし魔法陣の書き方が雑だったり魔力が少なかったりすると、召喚できる魔物のグレードがダウンし（例：「インプ召喚」→「ダメダメなインプ召喚」）、術者の言うことを聞かなかったりやさぐれたりする。
魔界の住人にとって使い魔として召喚されることは恥ではなく、学生時代のバイトのような扱いになる。
ちなみにセルリアのような上級クラスの悪魔と使い魔契約するには、通常25年前後のキャリアが必要になる。
白魔法
悪霊退治や負の心の浄化などを司る魔法。汎用性の高い物が多く、専門学校も多数存在するため、扱える魔法使いの数も圧倒的に多い。
赤魔法
攻撃に関するものを司る魔法。優れた赤魔法使いならば、ドラゴンを使役することもできる。
青魔法
波のコントロールや海の上を歩行するなど水に干渉する魔法。作中ではサンソンスーが得意とする。
緑魔法
木に自らの寿命を問いかけるなど草木に干渉する魔法。トトトが使用できる。
紫魔法
幻覚を見せるなど精神干渉を得意とする魔法。
灰色魔法
白魔法と黒魔法の性質を併せ持つ魔法。一部のサキュバス家系しかその存在を知る者はいない。
白魔法を使える者が黒魔法と関わりの深いサキュバスと真実の愛に至り、結婚式のような儀式を行うことで習得できる。作中でフランツが使用できる。
ネクログラント黒魔法社
ケルケルが立ち上げた黒魔法を使った仕事をする企業。社員は10人前後。
完全週休2日制、休日手当・残業手当・有給休暇・ボーナス・昇進・昇給あり、初任給は白魔法企業の平均初任給の倍と至れり尽くせりな超絶ホワイト企業。
社員の使い魔にも能力に応じた賃金を払っている。
主な業務内容は、インプ・ワイトを召喚しての墓や沼の掃除、廃墟の管理など。
また、社員の新たな仕事の発見や提案なども積極的に受け入れている。
黒魔法継承式
黒魔法業界で新人に黒魔法を教える為の儀式。
熟練の黒魔法使いと２人で性的な行為を数時間することで、大量の基本的な黒魔法を伝授できる。
業界のルールとして、これを無理に強要することや拒否を理由に不当な扱いをすることは禁じられている。
また、拒否した場合に備えての代替の教育方法や儀式終了後のアフターケアを用意することも義務付けられている。
魔界
セルリアやメアリら魔族の故郷。
現在は特に人間と戦争などはしていないため、基本的に人間界とは不可侵の状態である。
人間の黒魔法使いが魔界にいくことは高地トレーニング的な効果があるようで、セルリアのお見合いを止めに行ったフランツは、帰還後黒魔法の能力が上がっている。

## 既刊一覧

### 小説
- 森田季節（著）・47AgDragon（イラスト） 『若者の黒魔法離れが深刻ですが、就職してみたら待遇いいし、社長も使い魔もかわいくて最高です！』 集英社〈ダッシュエックス文庫〉、既刊6巻（2019年8月23日現在）
  1. 2017年6月23日発売[5]、ISBN 978-4-08-631189-2
  2. 2017年9月22日発売[6]、ISBN 978-4-08-631206-6
  3. 2018年1月25日発売[7]、ISBN 978-4-08-631225-7
  4. 2018年6月22日発売[8]、ISBN 978-4-08-631244-8
  5. 2019年2月22日発売[9]、ISBN 978-4-08-631290-5
  6. 2019年8月23日発売[10]、ISBN 978-4-08-631325-4

### 漫画
- 森田季節（著） 47AgDragon（キャラクター原案）・出水高軌（漫画） 『若者の黒魔法離れが深刻ですが、就職してみたら待遇いいし、社長も使い魔もかわいくて最高です！』 スクウェア・エニックス〈ガンガンコミックスUP!〉、全9巻
  1. 2018年6月22日発売[11]、ISBN 978-4-7575-5752-9
  2. 2018年11月13日発売[12]、ISBN 978-4-7575-5913-4
  3. 2019年5月11日発売[13]、ISBN 978-4-7575-6123-6
  4. 2019年12月12日発売[14]、ISBN 978-4-7575-6423-7
  5. 2020年6月12日発売[15]、ISBN 978-4-7575-6688-0
  6. 2021年1月7日発売[16]、ISBN 978-4-7575-7030-6
  7. 2021年7月7日発売[17]、ISBN 978-4-7575-7353-6
  8. 2022年3月7日発売[18]、ISBN 978-4-7575-7782-4
  9. 2022年9月7日発売[19]、ISBN 978-4-7575-8106-7